# Парфёнов, Алексей Петрович
Алексей Петрович Парфёнов (род. 6 апреля 1962) — российский художник.

## Биография
Родился 6 апреля 1962 года в Вахшском районе Таджикистана. Окончил отделение станковой живописи Московского государственного академического художественного института им. В. И. Сурикова (1992), мастерские Т. Т. Салахова, И. С. Глазунова.

## Основные произведения
«Голгофа» (1992), «Динарий Кесаря» (1994) для зала учёного Совета РАГС при Президенте РФ; участие в работах по воссозданию убранства Храма Христа Спасителя в Москве (1998—2001); создание художественной концепции и иконографические росписи Храма Покрова Пресвятой Богородицы в селе Недельное (Калужская область, 2001); серия живописных произведений для апартаментов певицы Мадонны (Мальта, 2002); серия росписей для российского Дома приёмов, (Будапешт, Венгрия, 2003); серия картин для Росзарубежцентра (Москва, 2004); росписи интерьеров Зимнего сада для Московского городского суда (2005); создание художественной концепции и иконографические росписи интерьера часовни Николая Чудотворца (территория Мосгорсуда, Москва, 2006); создание декораций внутреннего убранства храма для художественного фильма «Вий» (Прага, 2006), серия художественных произведений для FIDE (Всемирная шахматная федерация) (2008—2014). Серия живописных портретов видных государственных деятелей, деятелей культуры и науки: Примакова Е.М, Нарышкина С. Е., Президента Азербайджана Ильхама Алиева, Солженицына А. И., Патриарха Алексия II, Кирсана Илюмжинова, Глеба Панфилова, Сеславинского М. В. и др.
Произведения А. П. Парфёнова формируют проповедуемый им художественный стиль «энергетизм», в основе которого лежит стремление отразить энергию человеческих чувств к окружающему миру. На картинах художника можно увидеть энергетические цветные вихри, живые вибрирующие потоки и поля, сквозь которые проглядывают реальные жизненные сюжеты или портреты. Как правило, на такие работы художник переносит те чувства, которые хочет передать зрителю.

## Выставки
Провёл более 10 персональных выставок в Москве и других городах России, получивших положительные отклики, в том числе в МГУ, МГИМО, Тульском художественном музее и др.

## Награды и звания
- Благодарность Патриарха Алексия II (2000, 2001) за участие в работе по убранству Храма Христа Спасителя
- Орден Сергия Радонежского Третьей степени (2001) за создание росписей Храма Покрова Пресвятой Богородицы, с. Недельное Калужской области
- Почетный работник культуры города Москвы (2008))[11]
- Почетный член Российской академии художеств (2014)[12]
- Член Московского союза художников
- Диплом Российской академии художеств